# NGC 4498
NGC 4498 (również PGC 41472 lub UGC 7669) – galaktyka spiralna z poprzeczką (SBc), znajdująca się w gwiazdozbiorze Warkocza Bereniki. Odkrył ją William Herschel 21 marca 1784 roku. Należy do gromady w Pannie.